# Championnats du monde de slalom (canoë-kayak) 1973
Navigation
Championnats du monde de slalom 1971 Championnats du monde de slalom 1975
Les 13e Championnats du monde de slalom en canoë-kayak  se sont déroulés en 1973 à Muotathal, en Suisse sous l'égide de la Fédération internationale de canoë.
Un nombre record de neuf pays ont remporté des médailles lors de ces championnats.

## Podiums

### Femmes

#### Kayak
| Epreuve        | Or                                                   | Points | Argent                                                    | Points | Bronze                                                          | Points |
| K-1            | Sybille Spindler (GDR)                               |        | Marija Cwiertniewicz (POL)                                |        | Martina Falke (GDR)                                             |        |
| K-1 par équipe | États-Unis Lynn Ashton Candice Clark Louise Holcombe |        | Suisse Elsbeth Käser Danielle Kamber Eva Karel-Zimmermann |        | Allemagne de l'Est Marion Bauman Martina Falke Sybille Spindler |        |

### Hommes

#### Canoë
| Epreuve        | Or                                                                               | Points | Argent                                                               | Points | Bronze                                                                      | Points |
| C-1            | Reinhard Eiben (GDR)                                                             |        | Karel Tresnak (TCH)                                                  |        | Udo Müller (GDR)                                                            |        |
| C-1 par équipe | Tchécoslovaquie Karel Tresnak Jaroslav Radil Peter Sodomka                       |        | Allemagne de l'Est Reinhard Eiben Peter Massalski Udo Müller         |        | Allemagne de l'Ouest Walter Horn Walter Peters Josef Schumacher             |        |
| C-2            | Tchécoslovaquie Jiri Krejza Jaroslav Pollert                                     |        | Allemagne de l'Est Klaus Trummer Jürgen Kretschmer                   |        | Allemagne de l'Ouest Willi Baues Hans-Otto Schumacher                       |        |
| C-2 par équipe | Allemagne de l'Ouest Baues / Schumacher Fricke / Reimann Scheffer / Steinschulte |        | Tchécoslovaquie Brabec / Kadanka Havela / Machat Krejza / Pollert J. |        | Allemagne de l'Est Köhler / Kraeft Trummer / Kretschmer Grabowski / Raschke |        |

#### Kayak
| Epreuve        | Or                                                                 | Points | Argent                                                       | Points | Bronze                                                | Points |
| K-1            | Norbert Sattler (AUT)                                              |        | Siegbert Horn (GDR)                                          |        | Wojciech Gawronski (POL)                              |        |
| K-1 par équipe | Allemagne de l'Est Wolfgang Büchner Christian Döring Siegbert Horn |        | Pologne Stanislaw Majerczak Jerzy Stanuch Woyciech Gawronski |        | France Eric Koechlin Michel Magdinier Claude Peschier |        |

### Mixte

#### Canoë
| Epreuve | Or                                  | Points | Argent                                      | Points | Bronze                                       | Points |
| C-2     | États-Unis Carol Knight Dave Knight |        | États-Unis Barbara Holcombe Norman Holcombe |        | Pays-Bas Ria van Stipdonk Peter van Stipdonk |        |

## Tableau des médailles
| Rang  | Nation               | Or | Argent | Bronze | Total |
| ----- | -------------------- | -- | ------ | ------ | ----- |
| 1     | Allemagne de l'Est   | 3  | 4      | 4      | 10    |
| 2     | Tchécoslovaquie      | 2  | 2      | 0      | 4     |
| 3     | États-Unis           | 2  | 1      | 0      | 3     |
| 4     | Allemagne de l'Ouest | 1  | 0      | 2      | 3     |
| 5     | Autriche             | 1  | 0      | 0      | 1     |
| 6     | Pologne              | 0  | 2      | 1      | 3     |
| 7     | Suisse               | 0  | 1      | 0      | 1     |
| 8     | France               | 0  | 0      | 1      | 1     |
| 9     | Pays-Bas             | 0  | 0      | 1      | 1     |
| Total | Total                | 9  | 9      | 9      | 27    |